# Руська Поруба
Руська Поруба (словац. Ruská Poruba) — село в Словаччині, Гуменському окрузі Пряшівського краю. Розташоване в північно-східній частині Словаччини. Протікає потік Ситничка.

## Історія
Давнє лемківське село. Уперше згадується у 1454 році.

## Пам'ятки
У селі є греко-католицька церква Успіння Пресвятої Богородиці з 1777 року в стилі бароко, з 1963 національна культурна пам'ятка.

## Населення
| Рік:            | 1993 | 2003    | 2013     | 2023     |
| --------------- | ---- | ------- | -------- | -------- |
| Кількість осіб: | 287  | 284     | 248      | 199      |
| Різниця:        |      | -1,04 % | -12,67 % | -19,75 % |

| Рік:            | 2022 | 2023    |
| --------------- | ---- | ------- |
| Кількість осіб: | 207  | 199     |
| Різниця:        |      | -3,86 % |

В селі проживає 264 особи.
Національний склад населення (за даними останнього перепису населення — 2001 року):
- русини — 62,46 %
- словаки — 28,77 %
- українці — 4,21 %

Склад населення за приналежністю до релігії станом на 2001 рік:
- греко-католики: 89,82 %,
- римо-католики: 5,61 %,
- православні: 0,70 %,
- не вважають себе віруючими або не належать до жодної вищезгаданої церкви: 3,86 %/